# Montastraea cavernosa

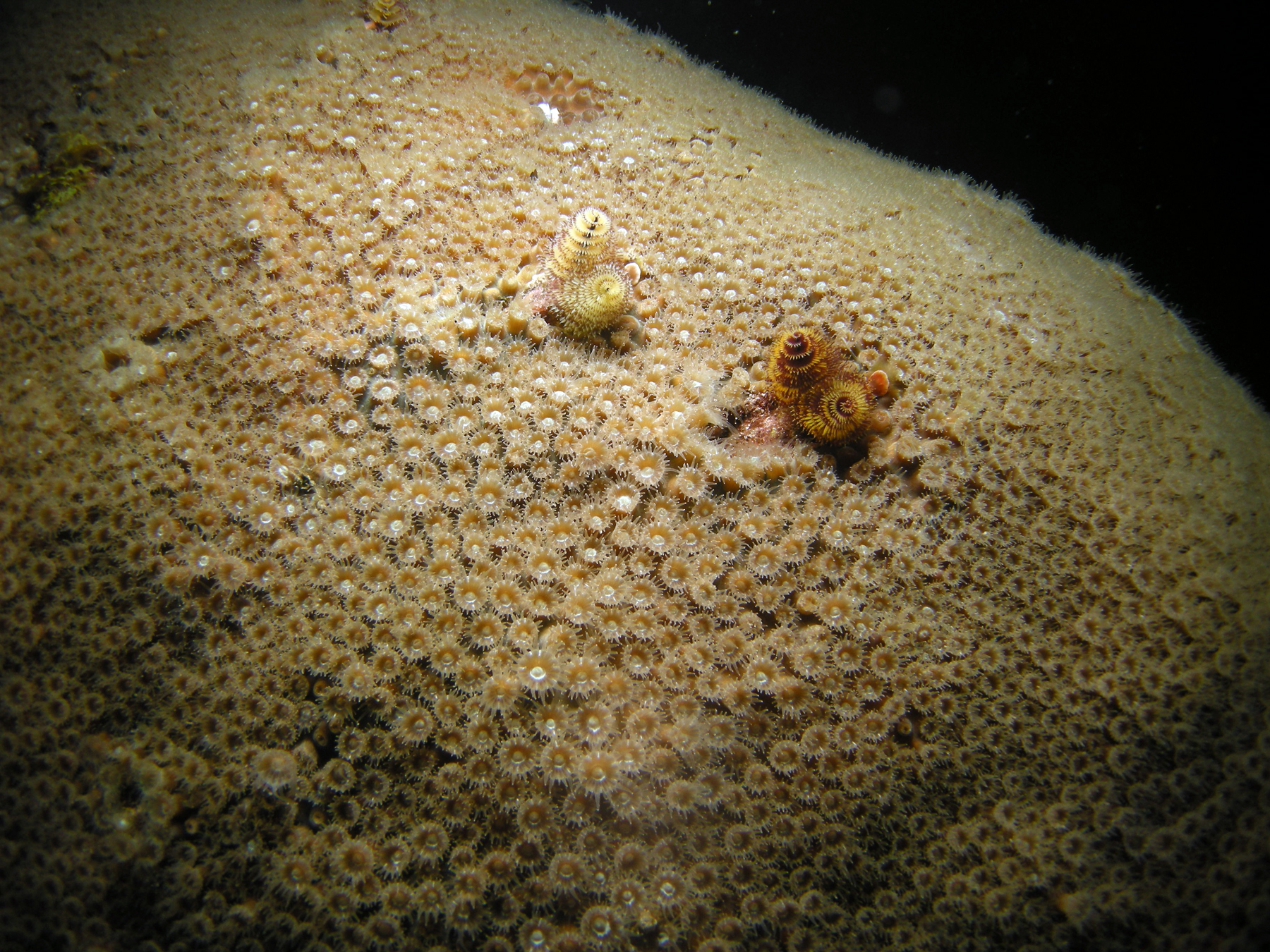
M. cavernosa con Spirobranchus giganteus, en Flower Garden Banks, EE. UU.

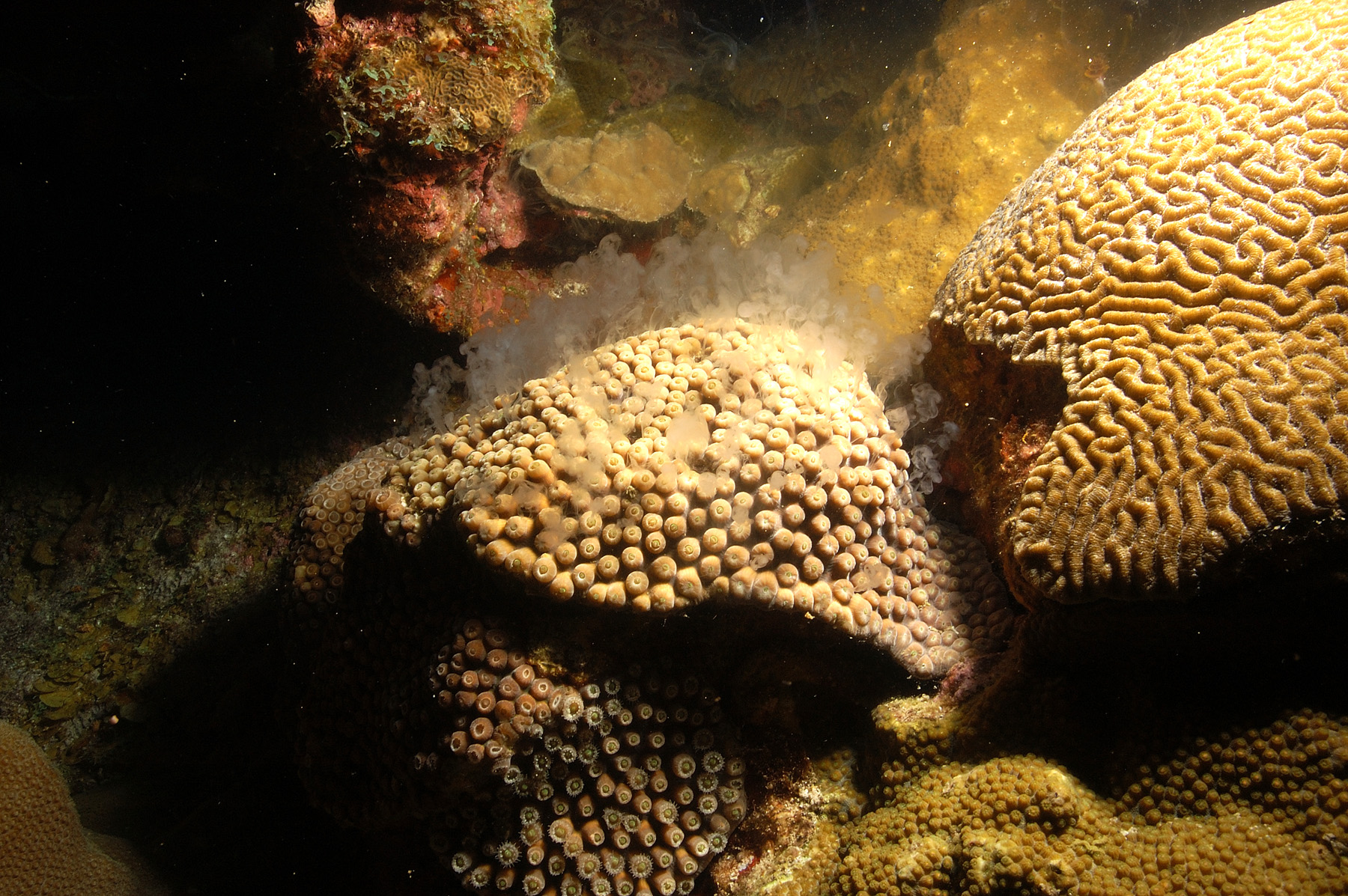
Colonia macho de M. cavernosa expulsando esperma

Montastraea cavernosa es una especie de coral que pertenece al grupo de los corales duros, orden Scleractinia, y a la familia Montastraeidae.
Su esqueleto es macizo y está compuesto de carbonato cálcico. Tras la muerte del coral, su esqueleto contribuye a la generación de nuevos arrecifes en la naturaleza. 

## Morfología
Las colonias son generalmente pequeñas, midiendo alrededor de 50 cm a lo largo. En algunos casos tienen forma cónica, y en general tienen mayor tamaño a lo largo que a lo ancho, también se desarrollan en forma de loma y aplanadas. En general las colonias de esta especie no llegan a crecer tanto como las otras especies de Montastraea.
Los cálices son mucho más grandes (2 o 3 veces más) que en otras especies de Montastraea, éstos son de forma cónica, tienen un diámetro entre 0,5 a 0,75 cm o más y están claramente separados y divididos por brotes extra-tentaculares. Los pólipos son abultados y de apariencia carnosa, mostrando también por el día sus tentáculos.
También posee tentáculos "barredores" que presentan unas células urticantes denominadas nematocistos, empleadas en la caza de presas de plancton. Esta especie los mantiene desplegados todo el tiempo, siendo inusual, ya que la mayoría de corales que los poseen tan sólo los despliegan para cazar o atacar, normalmente sólo de noche.
El color puede ser marrón, rojizo, naranja, verde o grisáceo, normalmente con el disco oral contrastando con un color diferente.

## Hábitat
Viven en casi todas las diferentes zonas de los arrecifes localizados en las zonas tropicales (a una latitud situada entre 30ºN y 20ºS) en zonas cercanas a las costas. Abundan en aguas túrbias y de poca calidad. 
Habita normalmente entre 10 y 30 m de profundidad, aunque se encuentra desde 0,5 hasta los 113 m.

## Distribución geográfica
Se distribuyen en aguas tropicales del océano Atlántico, junto a las costas occidentales de África y a las orientales de América.
Es especie nativa de Anguila; Antigua y Barbuda; Bahamas; Barbados; Belice; Benín; Bermuda; Bonaire, Sint Eustatius y Saba (Saba, Sint Eustatius); Brasil; Camerún; Cabo Verde; islas Caimán; Colombia; Costa Rica; Costa de Marfil; Cuba; Curasao; Dominica; República Dominicana; Guinea Ecuatorial; Estados Unidos; Gabón; Gambia; Ghana; Granada; Guadalupe; Guinea; Guinea-Bissau; Haití; Honduras; Jamaica; Liberia; Mauritania; México; Montserrat; Nicaragua; Nigeria; Panamá; Saint Barthélemy; San Cristóbal y Nieves; Santa Lucía; Saint Martin (Parte francesa); Saint Vicente y las Granadinas; Santo Tomé y Príncipe; Senegal; Sierra Leona; Sint Maarten (Parte holandesa); Togo; Trinidad y Tobago; Turks y Caicos; Venezuela e islas Vírgenes Británicas.

## Alimentación
Contienen algas simbióticas mutualistas (ambos organismos se benefician de la relación), llamadas zooxantelas. Las algas realizan la fotosíntesis produciendo oxígeno y azúcares, que son aprovechados por los pólipos, y se alimentan de los catabolitos del coral (especialmente fósforo y nitrógeno). Esto les proporciona entre el 70 y el 95% de sus necesidades alimenticias. El resto lo obtienen atrapando plancton y materia orgánica disuelta en el agua.

## Reproducción
Se reproducen asexualmente mediante gemación, y, sexualmente, lanzando al exterior sus células sexuales. Esta especie conforma colonias macho o hembra, siendo las condiciones ambientales las que determinan el sexo. En este tipo de reproducción, los corales liberan óvulos y espermatozoides al agua, entre julio y octubre, siendo por tanto la fecundación externa. Los huevos, una vez en el exterior, permanecen a la deriva arrastrados por las corrientes varios días, más tarde se forma una larva plánula que cae al fondo, se adhiere a él y comienza su vida sésil, secretando carbonato cálcico para conformar un esqueleto individual, o coralito. Posteriormente se reproduce por gemación, conformando así la colonia coralina.

## Mantenimiento
Su mantenimiento en cautividad es relativamente fácil, comparado con el resto de corales duros, al provenir de aguas turbias. No requiere iluminación intensa.
La iluminación deberá ser moderada y la corriente de suave a moderada, ya que una corriente fuerte puede evitar la expansión de los pólipos. Conviene vigilar el nivel de calcio con frecuencia debido a su alto consumo. Se recomienda un acuario maduro y estable, los cambios de temperatura o acidez pueden provocarle estrés y llevarle al blanqueamiento.
Al tener tentáculos "barredores" para la caza, se debe dejar espacio a su alrededor, ya que, de lo contrario, dañará a los corales vecinos.

## Galería

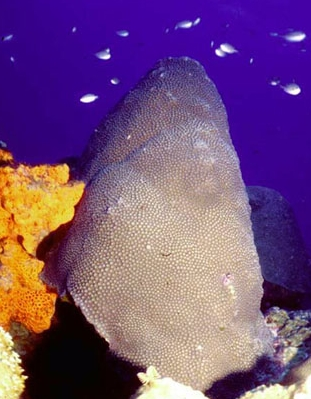
Montastraea cavernosa, en el Santuario Nacional Marino de Flower Gardens Banks, EE.UU.
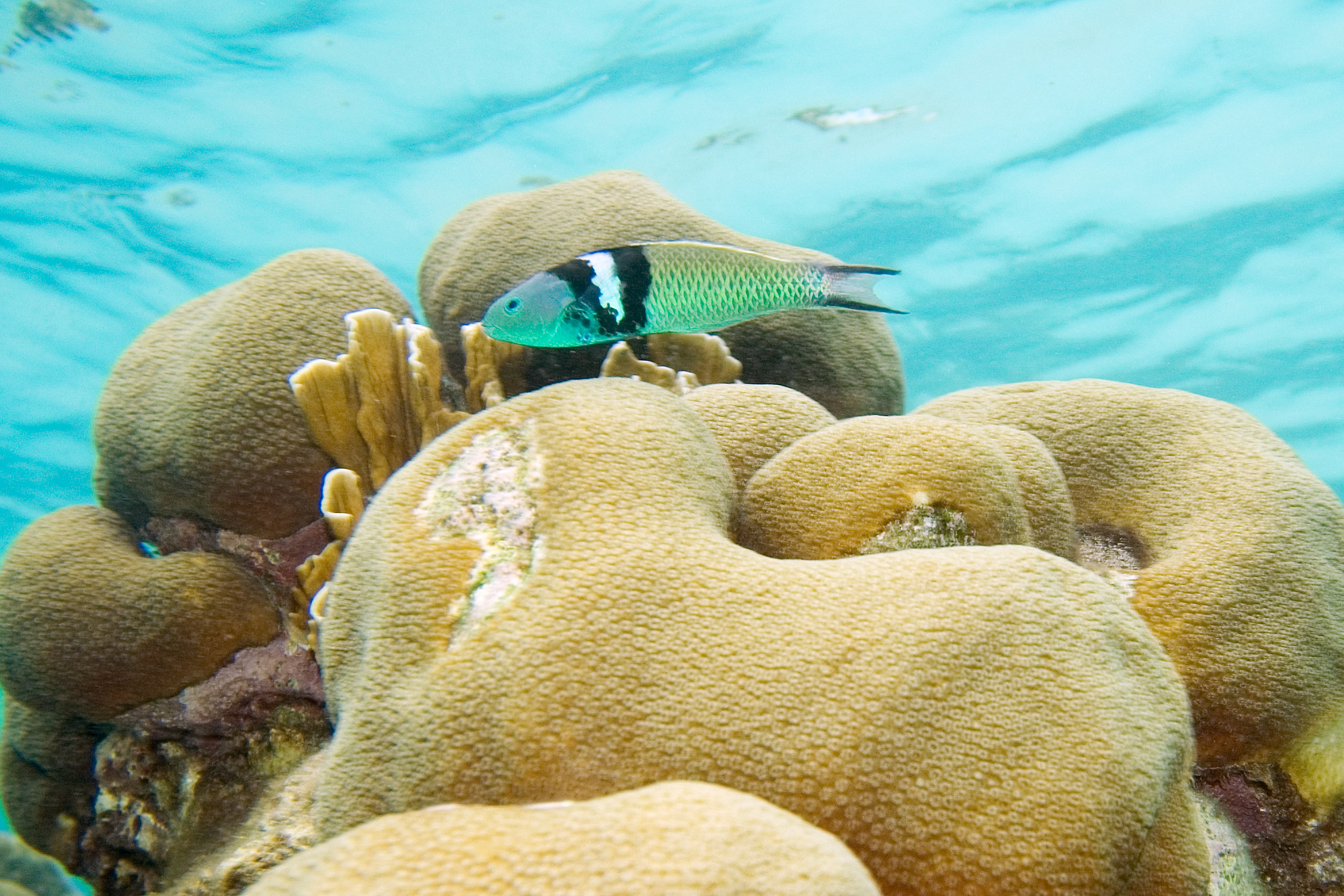
Thalassoma bifasciatum sobre colonias de M. cavernosa en Bonaire
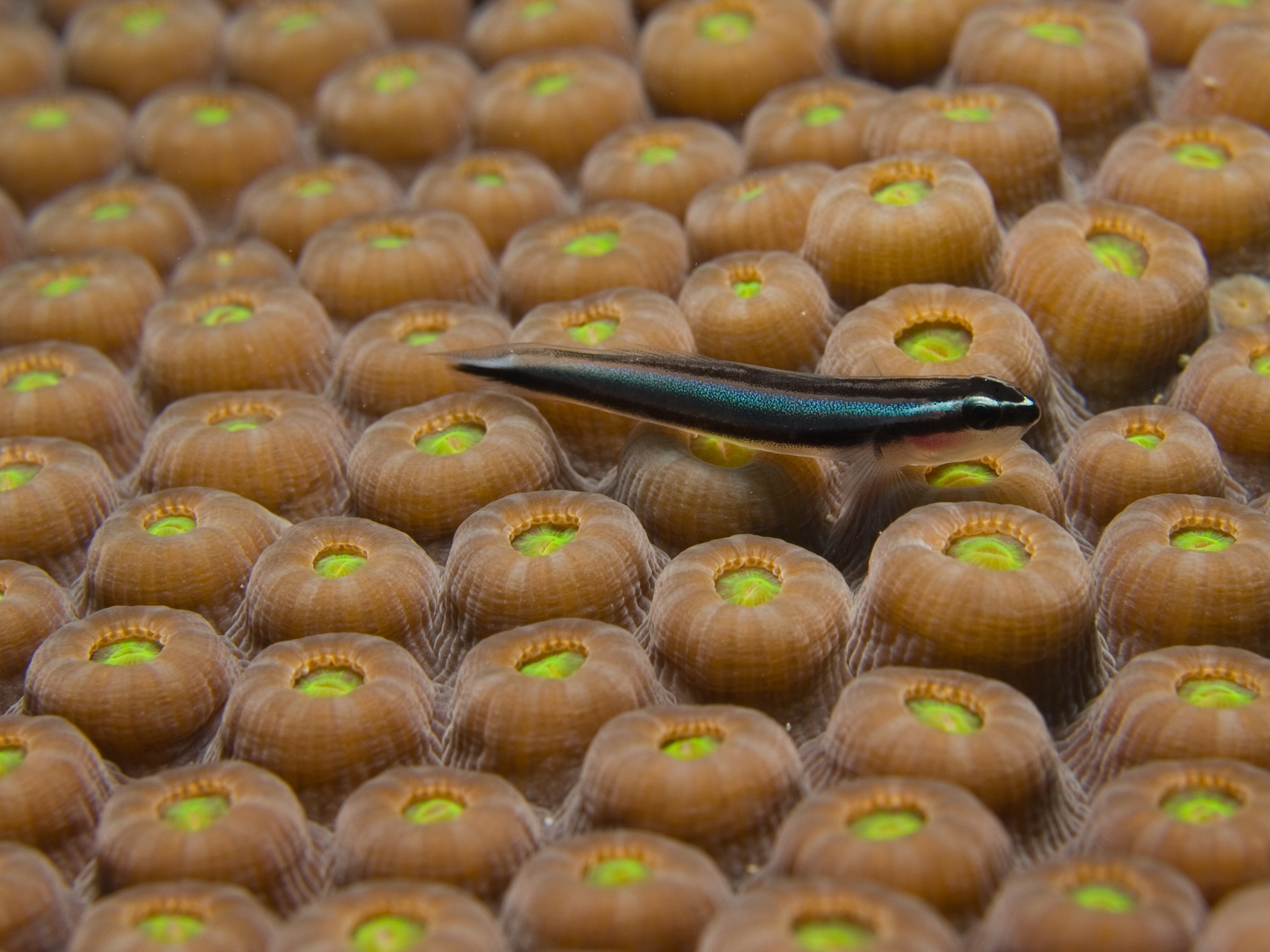
Elacatinus oceanops en M. cavernosa con tentáculos retraidos.
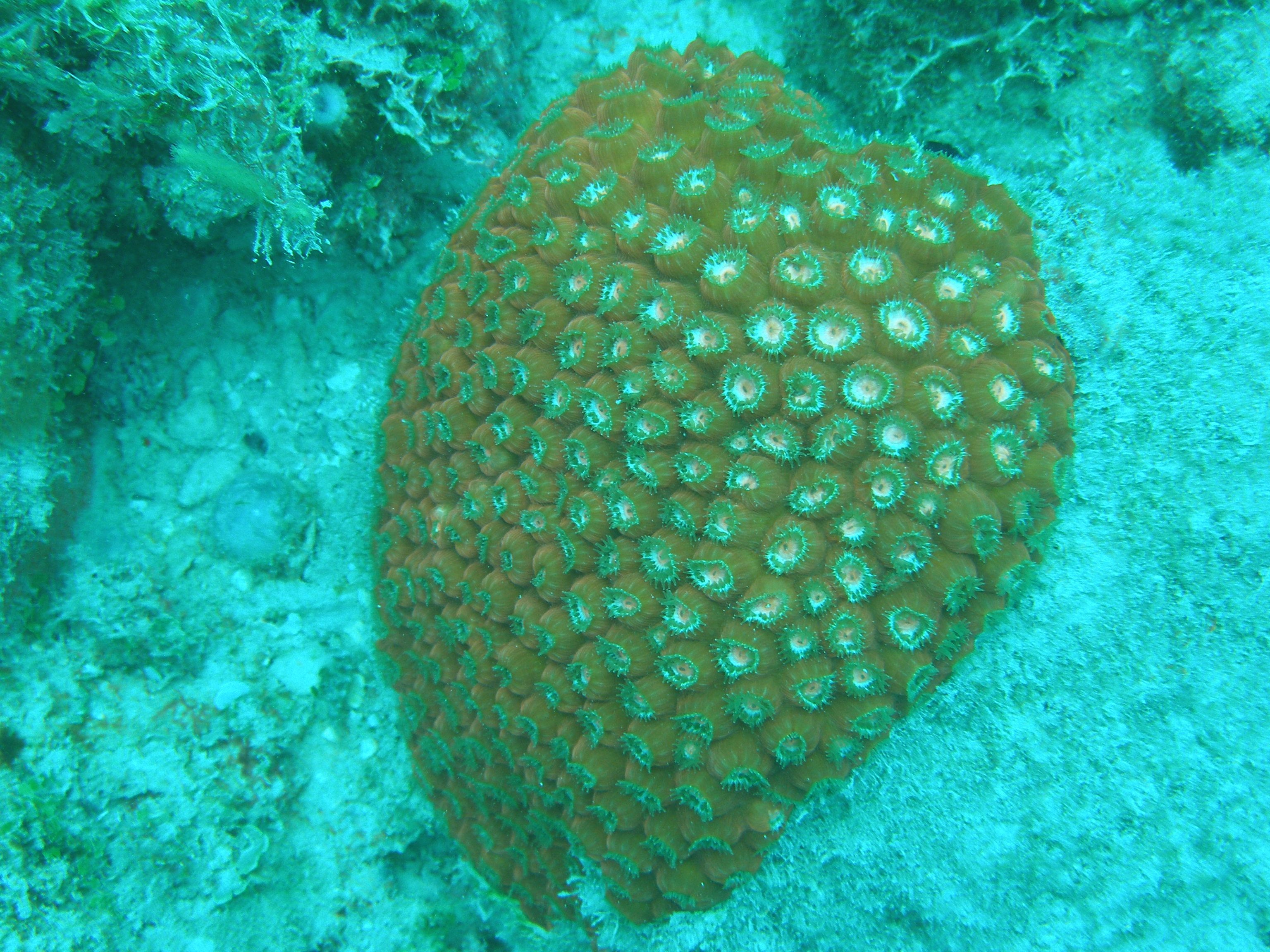
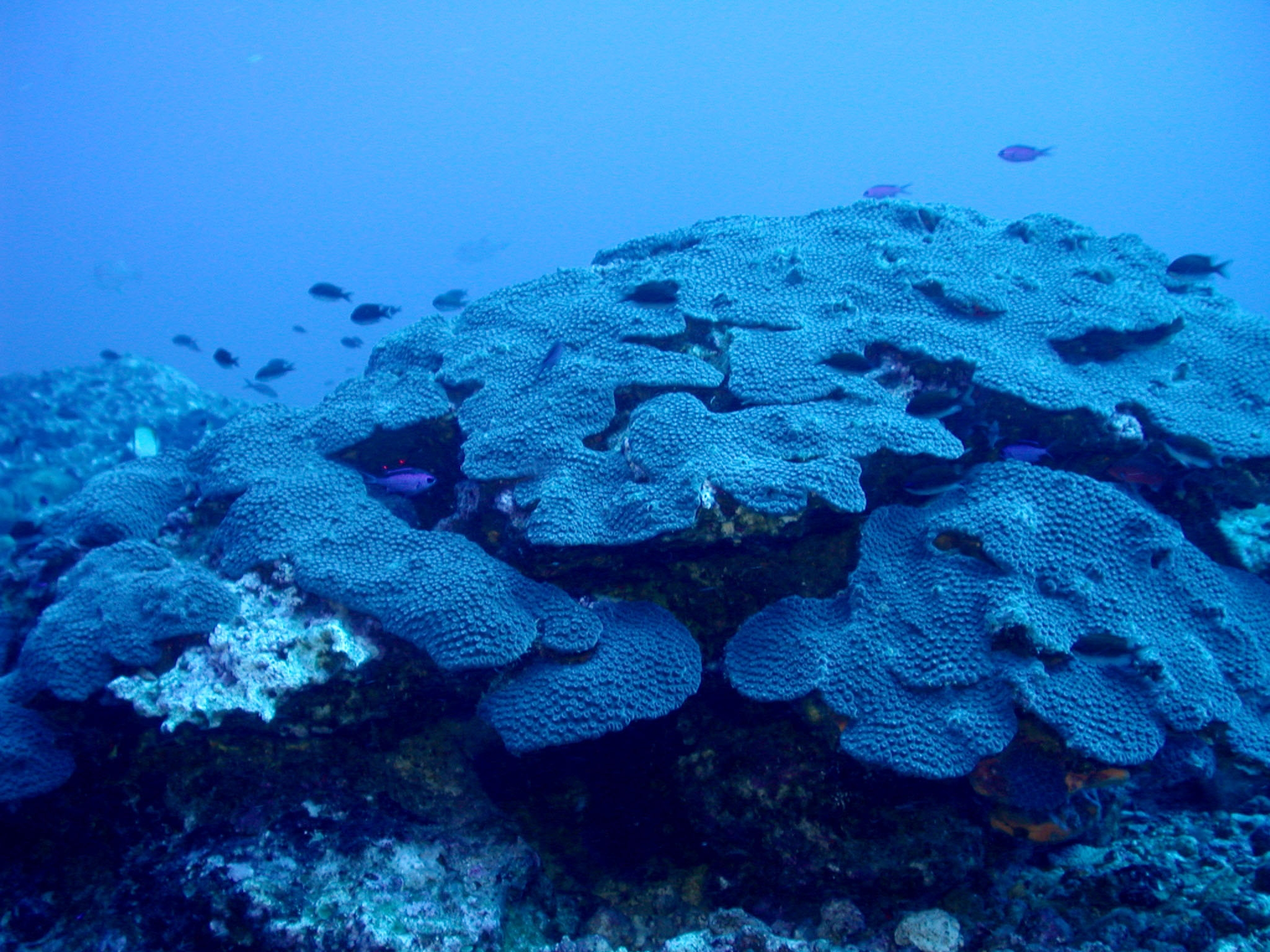
Colonias de M. cavernosa en el Gólfo de México.
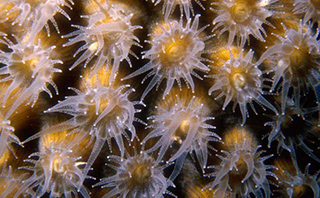
Un M. cavernosa con los tentáculos de los pólipos totalmente extendidos.